# Ætt
Ætt (pronunciação IPA: ˈæːtː) era o adjetivo próprio do clã familiar ancestral escandinavo (nórdico antigo: ætt; islandês: aettur; norueguês e dinamarquês: aet; sueco: ätt ), foi um grupo social baseado em descendentes comuns ou na aceitação formal dentro do grupo num þing. Na ausência de forças políticas, o clã era a principal força de segurança na sociedade nórdica uma vez que os homens eram obrigados a vingar pela honra de uns aos outros. Os clãs nórdicos não estavam vínculados a um determinado território tal como os clãs escoceses, em que o chefe apresentava posse do território. A terra dos clãs escandinavos pertencia aos indivíduos que eram vizinhos próximos de outros clãs. O nome dos clãs derivava dos seus antepassados, frequentemente seguido pelos sufixos -ung ou -ing. De acordo com as sagas nórdicas os clã dividiam-se em famílias (sifja) constituídas por individuos geneticamente relacionados, e 'parentes (kinðr), que não compartilhavam necessariamente laços de sangue e que geralmente constituíam-se de modo incostante; podiam funcionar como congregação pontual.
À medida que se establecia um governo central na Escandinávia, o ætt perdeu a sua importância para os plebeus. Para a realeza e os nobres, no entanto, passou a ser usado como um nome para linhagens e dinastias. 
Exemplos de clãs:
- Waegmunding, em Beowulf.
- Ilfingos ou Wulfing em Beowulf e sagas nórdicas.
- Inglingos (Casa de Munsö)
- Escildingos
- Volsungos
- Folkung
- Dagling
- Giskeätten
- Cabelo Belo
- Sturlungar